# Distinguished Conduct Medal
La Distinguished Conduct Medal (abbreviato spesso in DCM) fu fino al 1993 la seconda più alta onorificenza militare di cui potevano fregiarsi i sottufficiali dell'Esercito Inglese e, precedentemente, anche i sottufficiali dei Paesi del Commonwealth.
La medaglia fu istituita il 4 dicembre 1854, durante la guerra di Crimea, al fine di premiare il coraggio dimostrato in combattimento da tutti quei soldati che, non essendo ufficiali, non potevano ricevere riconoscimenti particolari.
Tale onorificenza era l'equivalente della Distinguished Service Order (DSO), che invece poteva (e può tuttora) essere assegnata solamente agli ufficiali che si erano dimostrati coraggiosi in azione. Tuttavia, in ordine di precedenza, essa comunque considerata di grado inferiore rispetto alla DSO.
Nonostante essa sia considerata come la seconda onorificenza più alta, la DCM è sempre stata vista come a "un soffio dalla Victoria Cross". A partire dal 1942 anche i sottufficiali della Royal Navy e della RAF poterono essere insigniti di questa decorazione.
Nel 1993, al fine di eliminare ogni distinzione di grado tra le onorificenze concesse per il coraggio dimostrato in azione, la DCM fu soppressa, così come la DSO e la Conspicuous Gallantry Medal. Queste tre decorazioni furono rimpiazzate da un'unica medaglia, la Conspicuous Gallantry Cross, che attualmente è la seconda più alta onorificenza militare, di cui sono insignibili tutti i membri delle forze armate che hanno compiuto "un'azione o azioni di straordinario coraggio durante delle operazioni attive contro il nemico".
Ulteriori assegnazioni della stessa medaglia alla stessa persona per azioni diverse erano segnalate dall'applicazione di una barretta di metallo per ogni successivo riconoscimento.

## Descrizione
La medaglia ha un diametro di 36mm. Il dritto originale rappresentava un trofeo di armi, come si poteva vedere anche sul dritto della versione originale della Army Long Service and Good Conduct Medal. Nel 1902 il trofeo venne sostituito con l'effigie del monarca governante nel momento del conferimento. Sul rovescio, invece, in ogni versione, è sempre stato inciso il motto: "FOR DISTINGUISHED CONDUCT IN THE FIELD". Il nastrino è largo 32mm ed è suddiviso in tre parti uguali, colorate in ordine: cremisi, blu scuro, cremisi.
| Varianti del nastrino della Distinguished Conduct Medal | Varianti del nastrino della Distinguished Conduct Medal |
| ------------------------------------------------------- | ------------------------------------------------------- |
| DCM                                                     | DCM (secondo conferimento)                              |